# Линолеаты
Линолеаты — соли линолевой кислоты. 
Такие соли являются частью биосинтеза жирных кислот; млекопитающие не могут синтезировать линолеат. В реакции линолеата с кислородом образуется фермент липоксигеназа с формулой (9Z,11E,13S)-13-гидропероксиоктадека-9,11-диеноат, катализирующий реакцию диоксигенации (присоединение двух атомов кислорода) к полиненасыщенным жирным кислотам.
В соединении линолевой кислоты с металлами образуются: линолеат натрия, линолеат свинца(II), линолеат марганца, линолеат кобальта(II) и др. Большинство из них используется в качестве сиккатива.